# Orpha-F. Deveaux
Orpha-F. Deveaux (* 24. Juli 1872 in Saginaw, Michigan; † Dezember 1933 in Hartford, Connecticut) war ein kanadischer Organist, Komponist und Musiklehrer.

## Leben und Wirken
Deveaux studierte in Montreal bei Alexis Contant und Percival J. Illsley und in New York am College of Music bei Mat Schmidt. Seit 1901 unterrichtete er in Montreal; seit 1905 war er Organist an der Kirche St-Nom-de-Jésus. 1914 wurde er Lehrer für Orgel, Klavier, Musiktheorie und Harmonielehre am Conservatoire de Montreal. Zu seinen Schülern zählten Claude Champagne, Paul Pratt und Hedwige Saint-Jacques. 1923 übersiedelte er nach Fall River, Massachusetts, wo er Organist bei den Dominikanern wurde.
Er veröffentlichte 1918 in Montreal das musiktheoretische Werk Les principes de la musique: bases sur calculs mathematiques et illustres d’exemples colories, 1919 folgte Les Principes de l’harmonie.